# Coyote, invidioso e malvagio
Coyote, invidioso e malvagio (Wild About Hurry) è un film del 1959 diretto da Chuck Jones. È un cortometraggio d'animazione della serie Merrie Melodies, uscito negli Stati Uniti d'America il 10 ottobre 1959. Ha come protagonisti Willy il Coyote e Beep Beep. È stato distribuito anche coi titoli Dentro una palla impazzita, Willy il testardo e, dal 1999, Wile Coyote il testardo.

## Trama
Willy (Testardus oedipus) cerca di catturare o uccidere Beep Beep (Rapidus comerazzus) nei seguenti modi:
- appende un masso a un ramo con una corda e la taglia quando passa Beep Beep, mancandolo;
- insegue l'uccello a cavalcioni di un razzo, continuando a volare anche quando il razzo si schianta su una roccia. Quando sta per acchiappare Beep Beep, Willy si spiaccica contro un arco roccioso;
- cerca di lanciarsi dietro a Beep Beep usando un elastico gigante e un tronco come una fionda, ma l'elastico lo sbatte a terra;
- cerca di schiacciare Beep Beep con una roccia, ma essa cade dal dirupo con lui sopra e per salvarsi deve farla girare come una trottola. Così facendo scava un buco sopra una galleria e viene investito da un treno. Dopo aver abbandonato l'ormai rimpicciolita roccia, il coyote continua a girare;
- costruisce una ferrovia per inseguire Beep Beep con un'auto a razzo, ma una discesa troppo ripida lo fa schiantare a terra;
- inganna l'uccello facendogli ingoiare palline di ferro, poi mette un magnete e una bomba a mano su un pattino a rotelle. L'oggetto però si smonta e la granata resta indietro, esplodendo in faccia a Willy.
- tenta di schiacciare Beep Beep con una palla da bowling gettandola dall'alto in un tubo diretto verso la strada, ma essa rimbalza e torna indietro colpendolo. Quindi Willy finisce nel tubo prima della palla e quest'ultima lo sbatte sottoterra;
- entra in una sfera di metallo indistruttibile e rotola giù da una scarpata contro Beep Beep, mancandolo. La sfera intraprende quindi un tortuoso e doloroso percorso attraverso un fiume, una ferrovia e un campo minato, tornando poi in cima alla scarpata e rifacendo tutto il percorso dall'inizio. Dopo essere stato mancato nuovamente, Beep Beep alza un cartello con scritto "Si ricomincia", dopodiché corre via.

## Distribuzione

### Edizioni home video

#### VHS
America del Nord
- Looney Tunes: The Collector's Edition - All-Stars (novembre 1999)

Italia
- Silvestro contro Gonzales, 2ª parte (1985)[3]
- Wile E. Coyote & Road Runner n. 2 (ottobre 1990)